# Wateractiviteit
De term wateractiviteit werd in 1953 geïntroduceerd door W.F. Scott. De wateractiviteit (ook wel aw-waarde of Activity of Water genoemd) is een maat voor de hoeveelheid vrij-water die aanwezig is in een product. (Vrij-water is ongebonden vocht + deel gebonden vocht “vrij-water is alle vocht dat aanwezig is boven het evenwicht vochtgehalte bij heersende R.V.)
Per definitie is de aw-waarde van zuiver water gelijk aan 1. Men meet de relatieve vochtigheid van de lucht rond het product wanneer er een evenwicht is ontstaan tussen het product en de lucht die zich rond het product bevindt. Met andere woorden: men meet de vochtigheid van de lucht wanneer deze geen vocht meer gaat onttrekken aan het product of omgekeerd. De aw-waarde wordt bepaald met een hygrometer.

## Beïnvloedingsfactoren
De aw-waarde van een product wordt beïnvloed door de volgende factoren:
- De hoeveelheid opgeloste stoffen in het vrije water.
- Het moleculair gewicht van de opgeloste stoffen.
- De temperatuur waarbij het product bewaard wordt.
- De omstandigheden waarin het product bewaard wordt.
- De barrière-eigenschappen van het verpakkingsmateriaal.

## Relatie met osmolaliteit
De wateractiviteit is gekoppeld aan de osmolaliteit via het volgende verband:
aw = 1/exp(Θ/55,51)
Hierbij is Θ de osmolaliteit en 55,51 het aantal mol water in een kilogram.

## Aw-waarden van enkele producten
De volgende tabel geeft een overzicht van de aw-waarden van enkele producten.
| Product    | Vochtgehalte (%) | aw-waarde   |
| ---------- | ---------------- | ----------- |
| fruit      | 88 – 95 %        | 0,98 – 0,99 |
| graan      | 13 %             | 0,70        |
| melkpoeder | 3 %              | 0,70        |
| bloem      | 14 – 15 %        | 0,68 - 0,70 |
| suiker     | 3 %              | 0,60 – 0,70 |
| rozijnen   | 17 %             | 0,60        |

## Micro-organismen
De aw-waarde is een belangrijke maat verwijzend naar de houdbaarheid van levensmiddelen, want hoe lager de aw-waarde hoe moeilijker het wordt voor het micro-organismen om zich te ontwikkelen. Bij gebrek aan vrij verkregen water in het product wordt het groeiproces van micro-organismen vertraagd.
De volgende tabel geeft aan bij welke aw-waarde een bepaald micro-organisme niet meer tot ontwikkeling zal komen. Dit is uiteraard gelieerd aan een bepaalde temperatuur. De onderstaande tabel moet men als volgt lezen: indien een product een aw-waarde heeft van 0,90 of meer en bewaard wordt bij 27°C of meer, dan zal gist tot ontwikkeling komen.
Deze tabel geeft een overzicht van enkele gisten en schimmels, samen met hun minimale aw-waarde:
| Micro-organisme          | aw-waarde (min) | Temperatuur |
| ------------------------ | --------------- | ----------- |
| Rhizopus                 | 0,96            | ?           |
| Mucor spinosus           | 0,93            | 25°C        |
| Penicillum cyclopium     | 0,82            | 32°C        |
| Penicillum patulum       | 0,82            | 23°C        |
| Aspergillus flavus       | 0,78            | 43°C        |
| Aspergillus ochraceus    | 0,77            | 25°C        |
| Aspergillus niger        | 0,78            | 43°C        |
| Aspergillus echinulatus  | 0,62            | 25°C        |
| Monascus bisporus        | 0,61            | 25°C        |
| Saccharomyces cerevisiae | 0,90            | 27°C        |